# Індукційні перетворювачі
Індукційні перетворювачі – диференціально-трансформаторні і феродинамічні перетворювачі. Це – генераторні перетворювачі переміщення. Вихідний сигнал (Uвих) цих перетворювачів формується у вигляді напруги змінного струму, що виключає необхідність застосування мостових схем і додаткових перетворювачів.

## Диференціально-трансформаторні перетворювачі

Рис. 1.

Диференціальний принцип формування вихідного сигналу в трансформаторному перетворювачі (рис. 1) заснований на використанні двох вторинних обмоток, включених назустріч одна одній. Тут вихідний сигнал – векторна різниця напруг, що виникають у вторинних обмотках при подачі напруги живлення Uживл. При цьому вихідна напруга несе дві інформації: абсолютне значення напруги – про величину переміщення плунжера, а фаза – про напрям його переміщення:
Ūвих  = Ū1 – Ū2 = kXвх,
де k – коефіцієнт пропорціональності; 
Xвх – вхідний сигнал (переміщення плунжера).
Диференціальний принцип формування вихідного сигналу збільшує чутливість перетворювача в два рази, оскільки при переміщенні плунжера, наприклад, вгору росте напруга у верхній обмотці (U1) внаслідок зростання коефіцієнта трансформації, на стільки ж знижується напруга в нижній обмотці (U2).  
Диференціально-трансформаторні перетворювачі широко розповсюджені в системах контролю і регулювання завдяки своїй надійності і простоті. Їх використовують у первинних і вторинних приладах зміни тиску, витрат, рівнів тощо.

## Феродинамічні перетворювачі

Рис. 2.

Рис. 3.

Складнішими є феродинамічні перетворювачі (ПФ) кутових переміщень (рис. 2.). 
Тут у повітряному зазорі магнітопроводу (1) вміщене циліндричне осердя (2) з обмоткою у вигляді рамки. Осердя встановлене за допомогою кернів і може повертатися на невеликий кут αвх в межах ± 20о. На обмотку збудження перетворювача (w1) подається змінна напруга 12 - 60 В, внаслідок чого виникає магнітний потік, що перетинає площу рамки (5). У її обмотці індукується струм, напруга якого (Uвих) при інших рівних умовах пропорційна куту повороту рамки (αвх), а фаза напруги змінюється при повороті рамки в ту або іншу сторону від нейтрального положення (паралельно магнітному потоку).
Ці перетворювачі використовують при побудові відносно складних систем регулювання з виконанням найпростіших обчислювальних операцій.
Статичні характеристики ПФ-перетворювачів показано на рис. 3. Характеристику 1 має перетворювач без включеної обмотки зміщення (Wзм). Якщо нульове значення вихідного сигналу треба отримати не в середньому, а в одному з крайніх положень рамки, потрібно включити обмотку зміщення послідовно з рамкою.
У цьому випадку вихідний сигнал – сума напруг, що знімаються з рамки і обмотки зміщення, чому відповідає характеристика 2 або 2’, якщо змінити підключення обмотки зміщення на протифазне.
Важливою властивістю феродинамічного перетворювача є можливість зміни крутизни характеристики. Це досягається зміною величини повітряного зазора (δ) між нерухомим (3) і рухомим (4) плунжерами магнітопроводу, угвинчуючи або вигвинчуючи останній.
Розглянуті властивості перетворювачів ПФ використовують при побудові відносно складних систем регулювання з виконанням найпростіших обчислювальних операцій.